# Hoxton

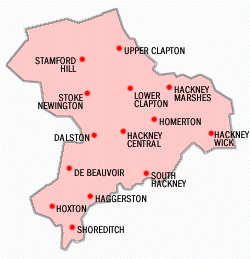
Districtes de Hackney.

Hoxton és un barri del municipi londinenc de Hackney. Està situat immediatament al nord del districte financer de la City. Està delimitat pel Canal de Regent al nord; Wharf Road i City Road, a l'oest; Old Street, al sud; i Kingsland Road, a l'est.
El barri és també un dels districtes electorals del Regne Unit, pel qual s'elegeixen 3 representantss per a l'ajuntament. Forma part de la circumscripció electoral de "Hackney South and Shoreditch".
A partir de la dècada dels 1990 la meitat sud d'Hoxton junt amb Shoreditch es va convertir a la zona de concentració de la moguda alternativa londinenca. Conté un gran nombre de bars, clubs, galeries d'art i l'Església de Sant Joan.